# Mototriciclo M.T.

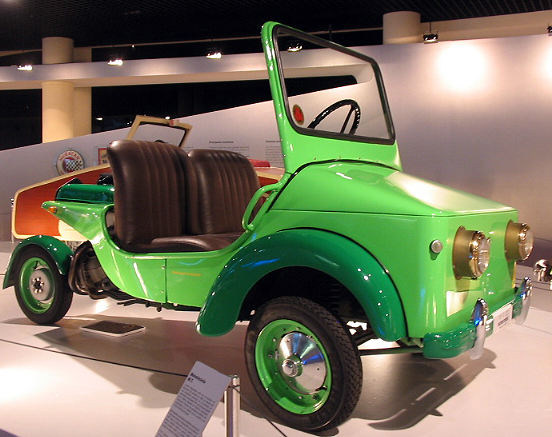
Mototriciclo M.T. Ampliada

El Mototriciclo M.T., es un microcoche de tres ruedas que se produjo en 1957 por la empresa española Maquinaria y Elementos de Transporte S.A.

## Características
- Marca:  M.T.
- Modelo: Mototriciclo M.T.
- Año: 1957
- Fabricante: Maquinaria y Elementos de Transporte, S.A. MAQUITRANS, Barcelona
- Producción estimada: alrededor de 20 unidades
- Propiedad: Claudi Roca. Gironella (Barcelona)

- Motor: 175 cc y 6,9 cv a 4500 rpm.
- Velocidad máxima: 67 km/h.
- Consumo: 4l/100 km